# Linuparus
Linuparus is een geslacht van kreeftachtigen, dat fossiel bekend is vanaf het Vroeg-Krijt. Tegenwoordig leven er nog diverse soorten van dit geslacht.

## Beschrijving
De carapax van deze 20 cm lange langoest is afgeplat en zonder rostrum, maar bezet met drie overlangse kammen. Boven de ooginplant en kort bij de middellijn heeft het dier afgeplatte stekels. De antennevoet is vergroeid met de ventraalplaat voor de mondrand en de zijrand. De eerste vier pootparen bevatten geen scharen, slechts de vrouwtjes dragen scharen aan het vijfde pootpaar. De uropoden (aanhangsel van het laatste achterlijfssegment) en het telson (laatste achterlijfssegment) vormen een brede staartwaaier. Dit geslacht leeft in ondiepe zeeën.

## Soorten
- Linuparus meridionalis Tsoi, Chan & Chu, 2011
- Linuparus somniosus Berry & George, 1972
- Linuparus sordidus Bruce, 1965
- Linuparus trigonus (von Siebold, 1824)